# La Ville-sous-Orbais
La Ville-sous-Orbais é uma comuna francesa na região administrativa do Grande Leste, no departamento de Marne. Estende-se por uma área de 11.05 km², e possui 46 habitantes, segundo o censo de 2018, com uma densidade de 4.2 hab/km².